# Ixtlahuacán de los Membrillos
Ixtlahuacán de los Membrillos é um município do estado de Jalisco, no México.
Em 2005, o município possuía um total de 23.420 habitantes.